# Hispano-Suiza E-34
El Hispano-Suiza E-34, más tarde redenominado HS-34, fue un entrenador elemental biplano, monomotor y biplaza en tándem, diseñado en España a mediados de los años treinta como entrenador básico. Fue diseñado por el ingeniero Vicente Roa Miranda y construido por la firma Hispano-Suiza en su factoría de Guadalajara.

## Desarrollo y diseño
El avión de entrenamiento básico E-34, aparecido en 1935, era un biplano biplaza propulsado por un motor lineal Walter Junior de 105 hp. Construido en tubo de acero y madera, el plano superior estaba equipado con ranuras Handley Page, y los alerones estaban situados en los semiplanos inferiores. Instructor y alumno se acomodaban en tándem en dos cabinas.
Esta aeronave quedó en segundo lugar en el concurso convocado por la Aviación Militar española en mayo de 1935 (la elección final recayó en el monoplano de ala baja González Gil-Pazó GP-1 de la firma AISA) para adquirir un avión de enseñanza básica. A pesar de ello, tras haber sido evaluado el prototipo, la Aeronáutica Naval se interesó por este aparato, con la intención de sustituir a sus dos fatigados Avro 504, y realizó un pedido de cinco unidades. Al comenzar la Guerra Civil, la fábrica Hispano y el prototipo fueron trasladados a La Rabassa (Alicante), donde el E-34 efectuó misiones de enlace, decorado con las bandas rojas de la Aviación Republicana.

## Operadores
España
- Aeronáutica Naval
- Fuerzas Aéreas de la República Española

## Especificaciones

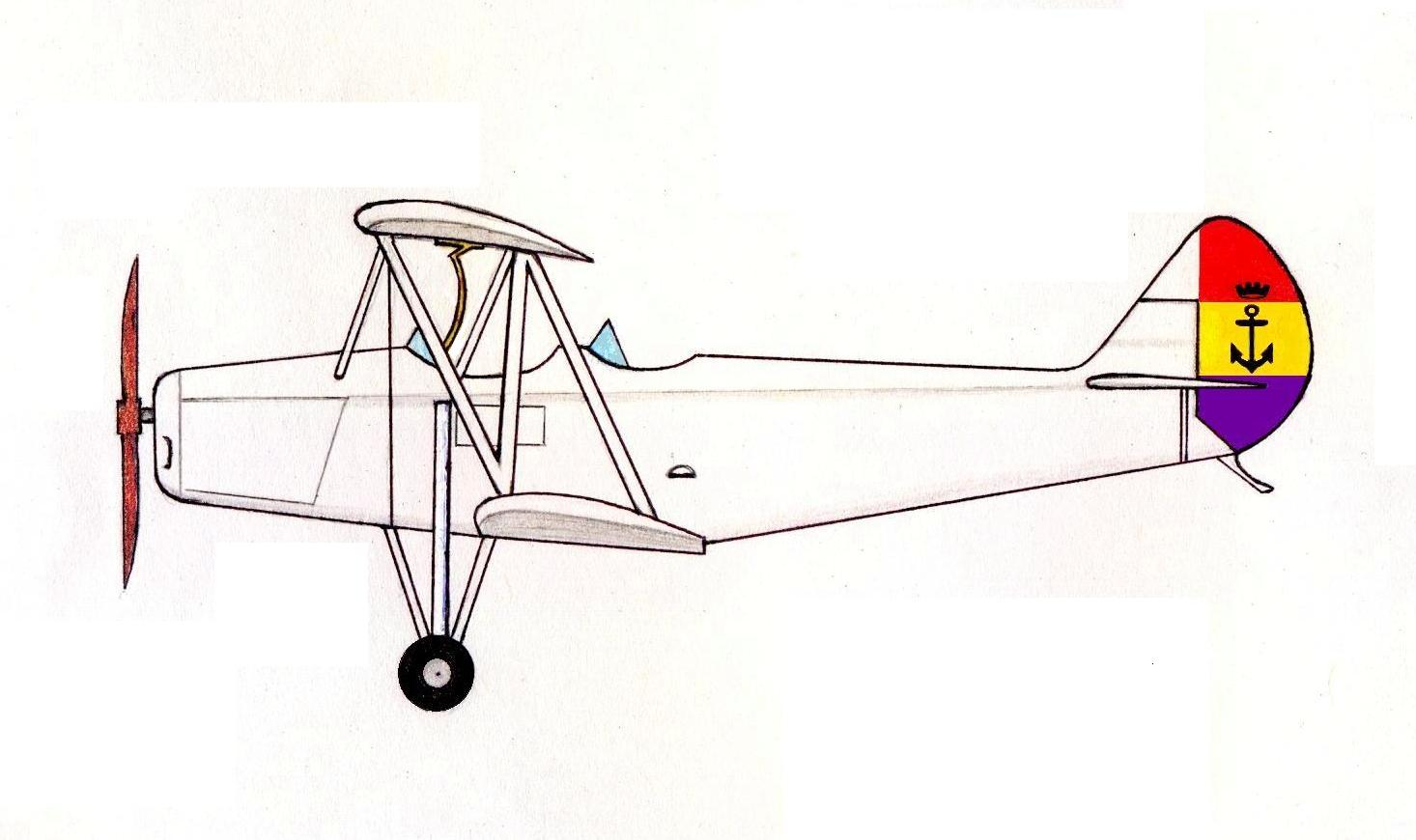
Perfil del Hispano-Suiza E-34, entrenador de la Aeronautica Naval.

Referencia datos: Web del Ejército del Aire.

### Características generales
- Tripulación: 2
- Longitud: 7,40 m
- Envergadura: 9,10 m
- Altura: 2,64 m
- Peso máximo al despegue: 790 kg
- Planta motriz: 1× motor lineal invertido de cuatro cilindros refrigerado por agua de Havilland Gipsy Major.
  - Potencia: 97 kW (130 HP; 132 CV)

### Rendimiento
- Velocidad máxima operativa (Vno): 170 km/h
- Velocidad crucero (Vc): 130 km/h
- Velocidad de entrada en pérdida (Vs): 65 km/h
- Alcance: 350 km
- Techo de vuelo: 3000 m (9800 pies)

### Desarrollos relacionados
- Hispano-Suiza E-30
- Hispano-Suiza HS-42

### Listas relacionadas
- Anexo:Aeronaves históricas del Ejército del Aire de España